# Historia de Liechtenstein

Bandera de Liechtenstein

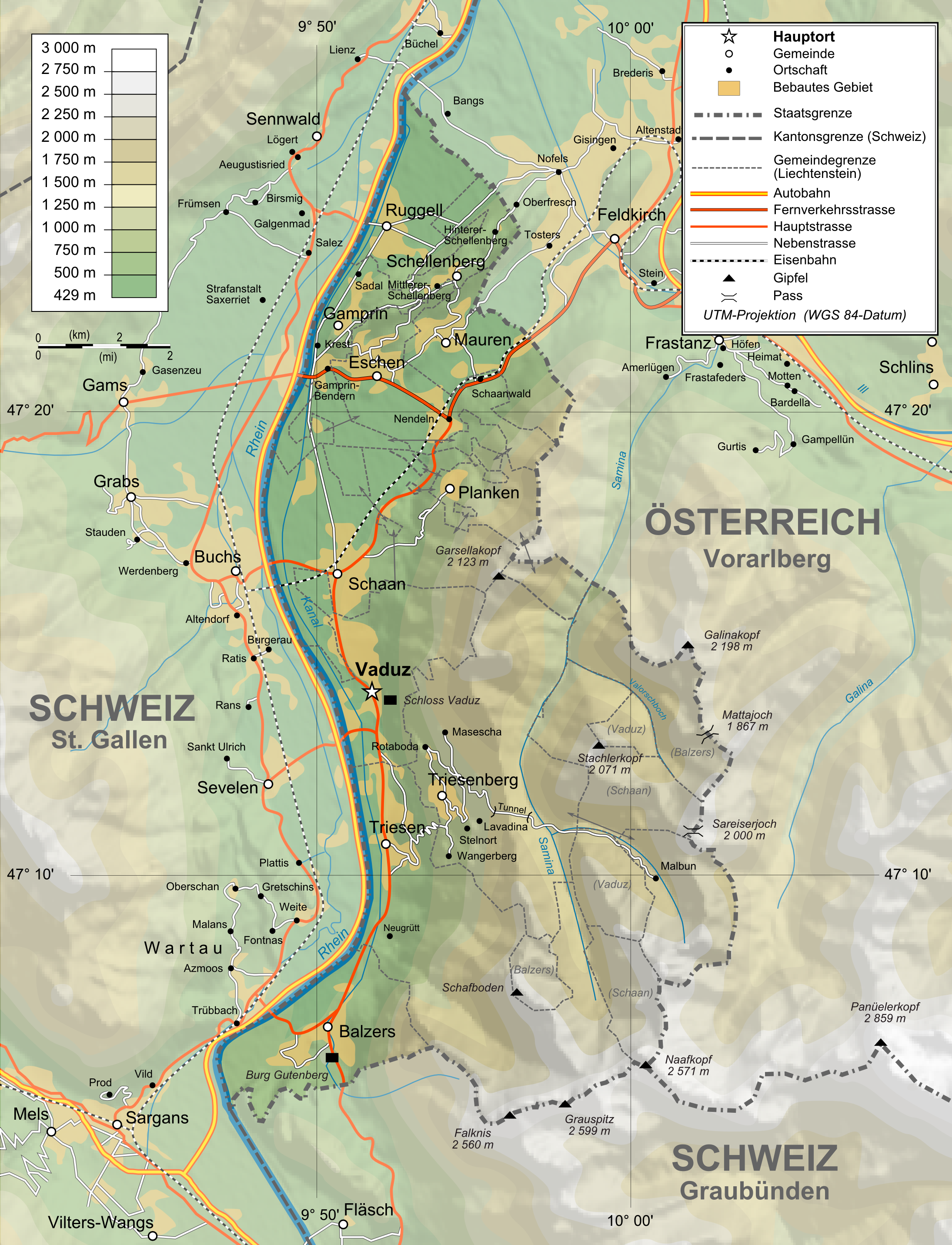
Mapa topográfico de Liechtenstein

La historia de Liechtenstein incluye la historia del área del actual micro-Estado del Principado de Liechtenstein.
El actual estado de Liechtenstein se creó en 1719 a partir del condado de Vaduz y el señorío de Schellenberg, que estaban bajo administración conjunta desde 1434, cuando se estableció el límite entre el Sacro Imperio Romano Germánico y los cantones suizos.
Los Príncipes de Liechtenstein gobiernan la zona de 160 km² a orillas del Rin alpino desde 1719.
El moderno territorio conocido como Liechtenstein fue antes una parte (aunque diminuta) de la provincia de Recia (Rætia) del antiguo Imperio romano. Durante siglos este territorio, geográficamente excluido de los intereses estratégicos europeos, contribuyó poco a la historia europea. Antes del gobierno de la dinastía actual, la región era un recinto feudal de una de las primeras líneas de la Casa de los Habsburgo. La Casa de Liechtenstein que gobierna actualmente tiene su origen en la lejana Silesia.

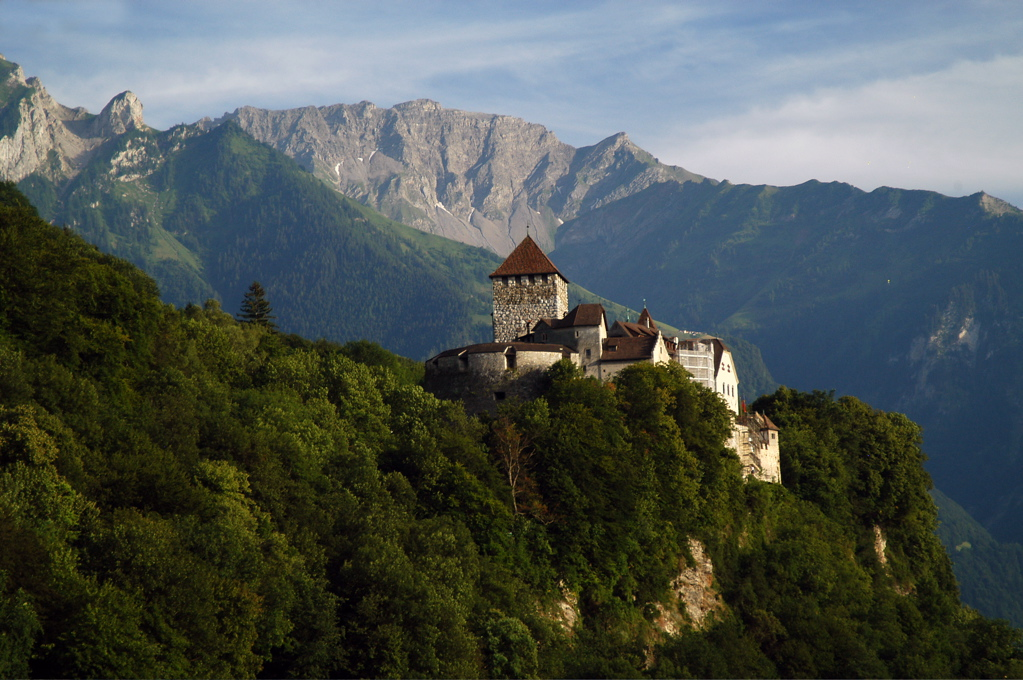
Castillo de Vaduz.

## Prehistoria
Los hallazgos arqueológicos en Gutenberg y Eschnerberg (sitio de Borscht) demuestran que la actual zona de Liechtenstein estuvo habitada desde el Neolítico (V milenio a. C.).
En Gutenberg se han descubierto figuras de culto de bronce. Dado que el valle a menudo estaba inundado por el Rin y, por tanto, era pantanoso, sólo las zonas más altas estaban pobladas.
Desde el siglo VIII a. C. la zona estuvo poblada por los raeti (Vennonen). En el siglo I a. C. también hay influencias celtas de los vindélicos. Sin embargo, los celtas se asentaron más al oeste del Rin alpino.

## Imperio romano

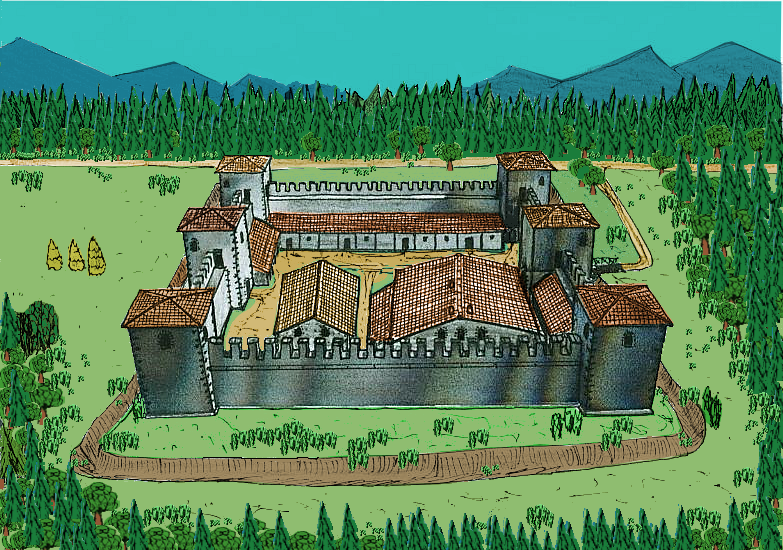
Intento de reconstrucción del antiguo fuerte tardío de Schaan

En el año 15 a. C. la zona del actual principado pasó a formar parte de la nueva provincia romana de Recia.
En el siglo I se construyó una carretera militar que iba desde Italia a Bregenz, pasando por el Splügen y Chur, en el actual Liechtenstein. A lo largo de esta calzada romana se construyeron casas de descanso romanas (mansio). Sin embargo, aún no está claro si el asentamiento o la estación de carretera "Magia" registrada en la Tabula Peutingeriana se encontraba en el actual municipio de Balzers.  Con el tiempo, prevaleció la lengua de los romanos, el latín, y surgió la lengua romanche. La antigua lengua rética, sin embargo, se extinguió.
La cristianización se inició en la provincia de Churratia en el siglo IV. San Lucio fue venerado como el primer mensajero de la fe. Los restos de un pequeño fuerte en Schaan, cuya guarnición debía proteger la calzada romana contra los alamanes del norte, recuerdan la época del Bajo Imperio Romano. El área alrededor del antiguo fuerte formó más tarde el centro del asentamiento medieval de Schaan.

## Edad Media

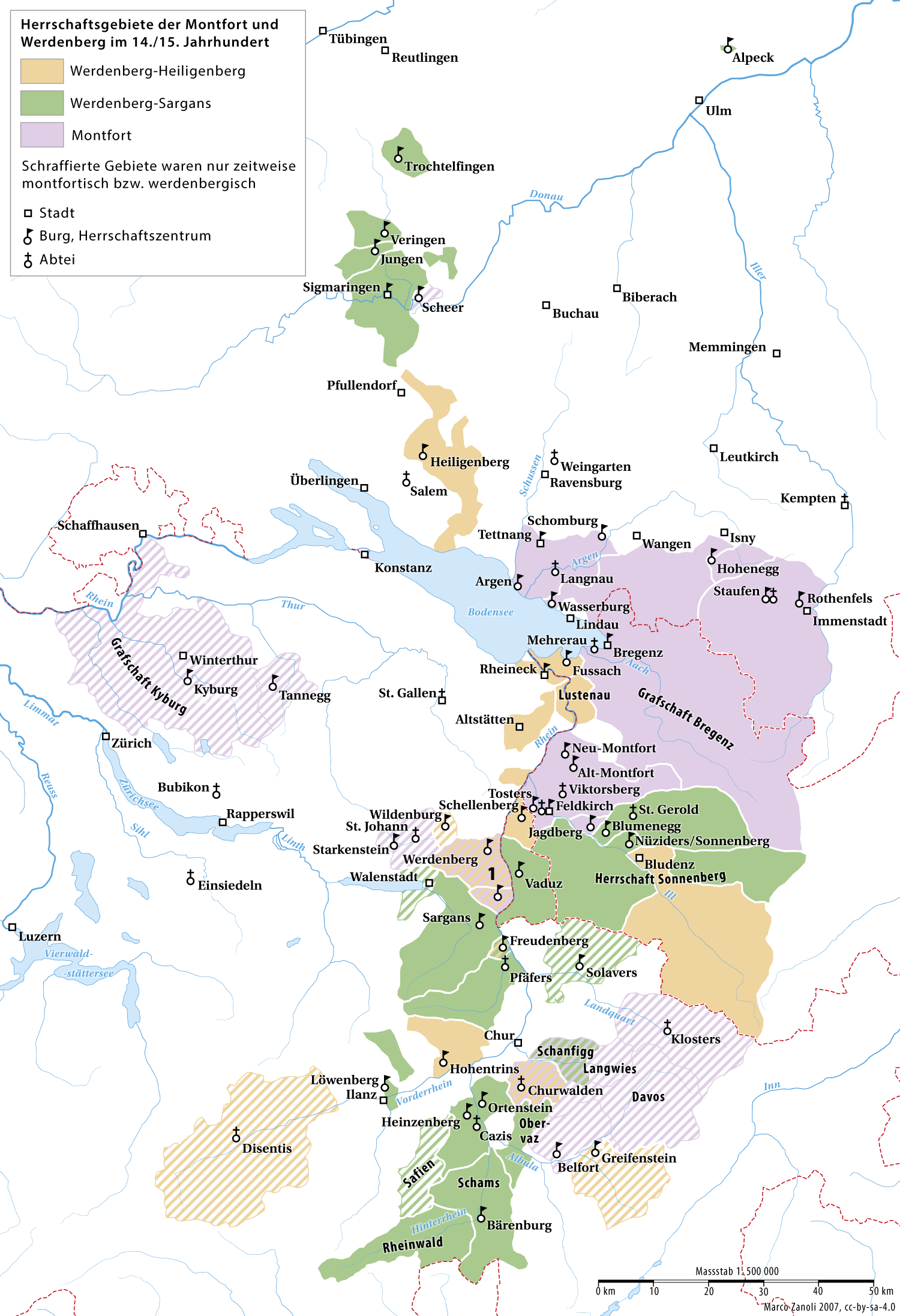
Propiedades de los condes de Werdenberg y Montfort en el

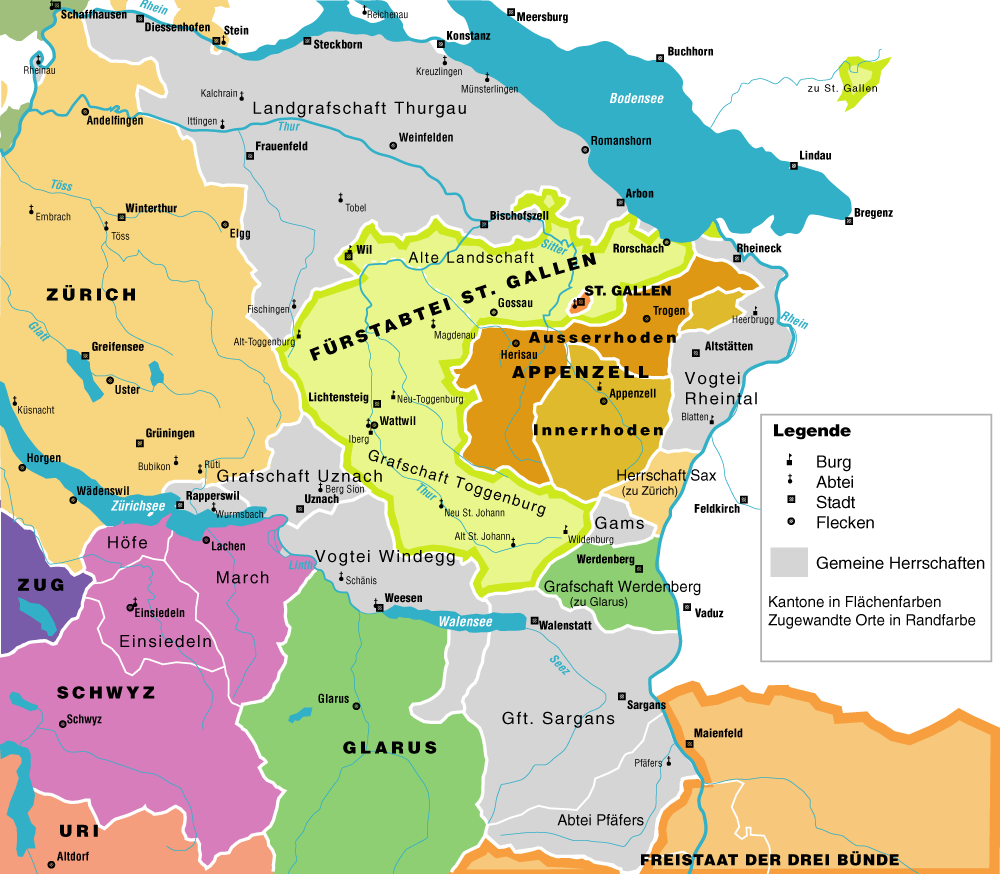
El valle del Rin antes de la fundación de la República Helvética (1798). La importancia estratégica del valle del Rin también fue reconocida en la Antigua Confederación. Gran parte de la zona de la margen izquierda del Rin estaba administrada conjuntamente por varios estados (cantones).

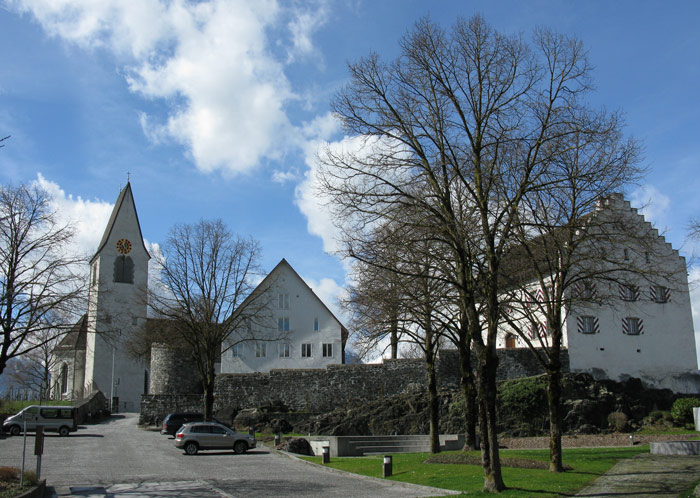
La iglesia de Bendern jugó un papel importante en la historia de Liechtenstein. Era propiedad del monasterio de St. Luzius en Chur.

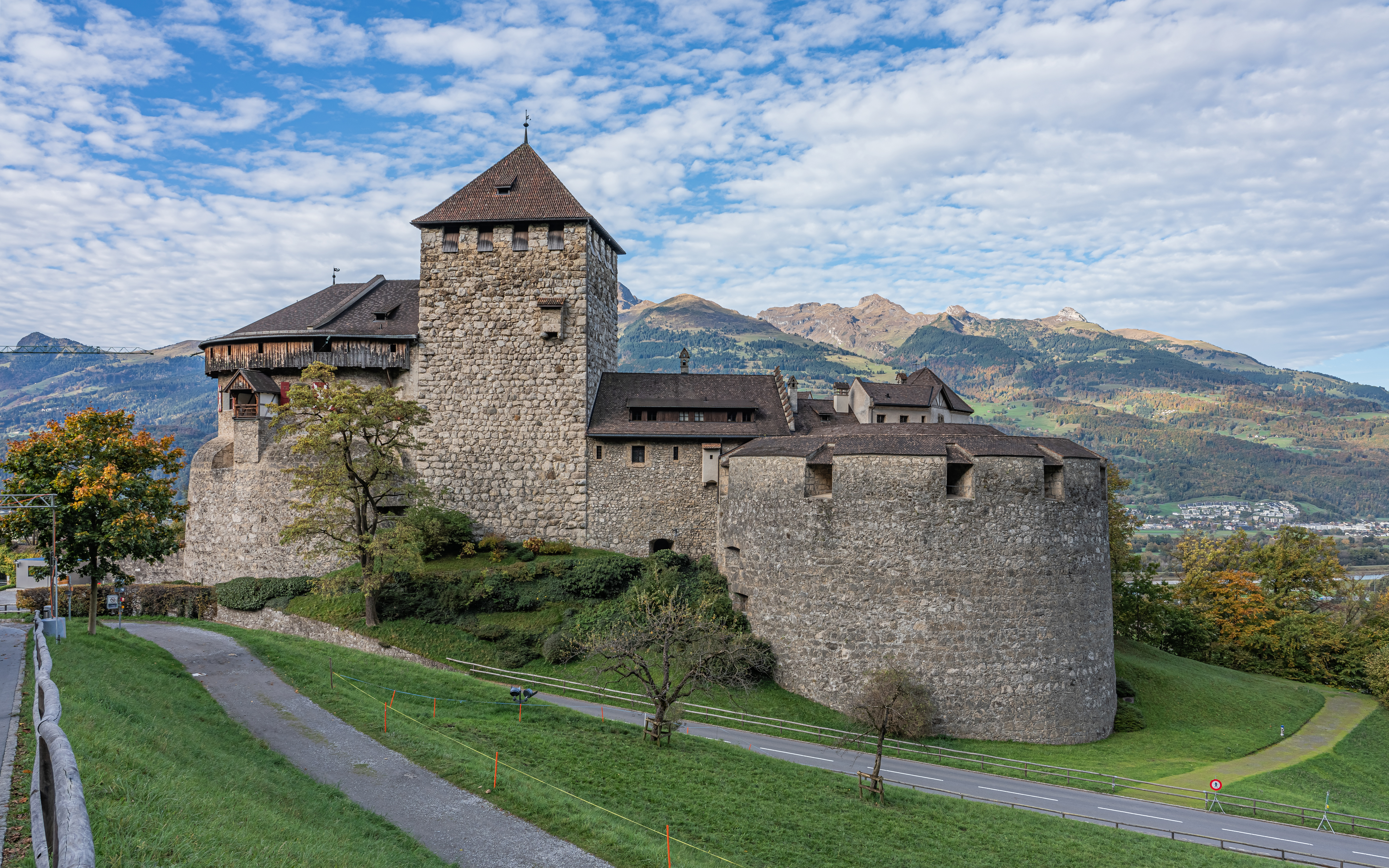
En 1499, los confederados incendiaron la fortaleza de Vaduz. Ludwig de Brandis fue capturado. Desde 1505 el castillo fue una fortaleza de los Habsburgo.

Antes de que se regulara el Rin, el río tenía varios cientos de metros de ancho. Vista desde Wartenstein hasta Liechtenstein Ellhorn cerca de Balzers. Maienfeld está a la derecha en la imagen. La carretera conduce a St. Luzisteig, la única conexión entre Chur y Feldkirch, en la margen derecha del Rin.

La casa del príncipe de Liechtenstein es una de las familias nobles más antiguas. El portador de este apellido, Hugo de Liechtenstein, ha sido mencionado por primera vez en 1136; por aquel entonces Hugo de Weikersdorf contrajo matrimonio con la hija y heredera de Haderico III, señor de Liechtenstein y Mödling.
Enrique I de Liechtenstein (1216-1265), obtuvo el señorío de Nikolsburg en Moravia Meridional, en el este. La adquisición fue de gran importancia política, porque la familia obtuvo así una posesión importante en el territorio de la Corona de San Venceslao. También obtuvo el señorío de Petronell.

### Alta Edad Media
Después del colapso del Imperio romano, se observó una inmigración de alamanes en lo que hoy es Liechtenstein.
En el siglo VIII, Recia se incorporó al Imperio franco. La constitución del distrito de Franconia se introdujo bajo Carlomagno en el año 806. En el año 842 se enumeraron por primera vez lugares y habitantes del actual principado, entre ellos Balzers, Schaan y Eschen (la "Urbar" rética, donde estaban registradas todas las propiedades reales).

### Condados
Entre el siglo X y 1152, Raetia perteneció al condado de Bregenz. Después de la extinción de los condes de Bregenz, la antigua Raetia se dividió mediante sucesiones hereditarias.
Por tanto, la Baja Raetia pasó a manos del condado de Montfort, que más tarde se dividió en las líneas Montfort y Werdenberg.
El condado de Werdenberg, por su parte, fue dividido y en 1342 se creó el condado de Vaduz mediante una división sucesoria.
Algunos estudiosos ven este tratado como el acto fundacional real del actual Principado de Liechtenstein. El acuerdo de partición fue firmado el 3 de mayo de 1342 por Hartmann III y su hermano Rodolfo IV de Werdenberg-Sargans. Hartmann III de Werdenberg-Sargans es considerado el primer conde de Vaduz.
En 1379, el rey Wenceslao concedió al conde Heinrich de Werdenberg jurisdicción sobre los tribunales. En 1396, el condado de Vaduz pasó a ser inmediación imperial, confirmado por el rey Wenceslao, y por tanto quedó directamente subordinado al emperador.  Esto hizo posible establecer la soberanía estatal.  En los siglos siguientes, se confirmó repetidamente que los gobernantes de Vaduz tenían inmediatez imperial. La inmediatez imperial se concedió porque la zona actual de Liechtenstein estaba situada en una importante carretera que cruzaba los Alpes.  Dado que el valle del Rin era pantanoso y a menudo inundado, el paso de St. Luzisteig, entre Balzers y Maienfeld, que pertenecía al Estado Libre de las Tres Ligas, era la única conexión de transporte segura en la margen derecha del Rin. La única conexión segura en la margen izquierda del Rin era la Schollbergstrasse, controlada por la Confederación.

### Formación de la frontera estatal actual
Los condes de Vaduz se extinguieron en 1416. Los barones de Brandis, que procedían de Emmental, siguieron como gobernantes. Ya en 1399 Wolfhart IV de Brandis había recibido en prenda el condado de Vaduz de manos de los condes de Vaduz. En 1416 asumió el gobierno de Schellenberg. Los condes de Vaduz, Enrique V de Werdenberg-Sargans y Rodolfo VI de Werdenberg-Sargans eran hermanastros de Wolfhart IV.
Su hijo Wolfhart V de Brandis también adquirió la parte norte del señorío de Schellenberg, Eschnerberg, entre 1430 y 1437. Estaba casado con Verena de Werdenberg-Heiligenberg-Bludenz, descendiente del último conde de Toggenburg, Federico VII de Toggenburg. En 1437 se unieron el país superior (del barón de Brandis) y el país inferior (de Schellenberg). Las fronteras de estos dos dominios forman la frontera actual del Principado de Liechtenstein.
No hay que imaginarse el Rin en la Edad Media tal y como es hoy. Hoy discurre por un canal con diques de un metro de altura, en la Edad Media, el Rin ocupaba casi todo el ancho del valle del Rin, hoy está canalizado y la frontera es claramente visible, en la Edad Media constaba de ramas de diferentes tamaños con islas en ellas. Se trataba de un paisaje de llanura aluvial, es decir, zonas que se inundaban durante las épocas lluviosas. Esto solía ocurrir durante el deshielo en primavera. En estos momentos la imagen y el comportamiento del flujo podrían cambiar completamente. Se informa desde 1480 que el Rin había atravesado la cuenca entre el Rin y el lago Walen e inundó el lago Walen. Partes del Rin desembocaban en el río Aar. En cualquier caso, el valle se convirtió en un gran lago. Entre Trübbach, cerca de Schollberg, y Balzers, tenía 1.200 metros de ancho. Cuando el nivel del agua era bajo, se podía vadear el Rin sin problemas. El valle del Rin era utilizado principalmente por las comunidades vecinas para el pastoreo del ganado, pero también se crearon campos. Las comunidades de Liechtenstein y Suiza utilizaron las llanuras aluviales del Rin y condujeron a su ganado a través de aguas poco profundas hacia el paisaje de llanuras aluviales. Ambos bandos también intentaron ganar terreno sólido en el Rin. Se construyeron estructuras protectoras para empujar el Rin hacia el otro lado de la orilla. Estas estructuras protectoras se llamaban "Wuhren" y a menudo daban lugar a disputas entre los pueblos de ambos lados del Rin. Las disputas debían ser resueltas por tribunales de arbitraje. Existe una gran cantidad de documentos relacionados con estos tribunales de arbitraje. Por lo general, los soberanos sólo participaban marginalmente en estas disputas. Fueron las cooperativas rurales las que impulsaron la construcción de los "Wuhren", en la mayoría de los casos de manera descoordinada y sin un plan. Los presidentes de los tribunales de arbitraje fueron llamados árbitros. Los estados suizos, es decir, Zúrich, Lucerna, Uri o Schwyz, representaban el presidente de los tribunales de arbitraje si los soberanos de Vaduz o Schellenberg o sus súbditos eran demandantes. Si el lado federal o el de los Grisones se quejaban, p.e. la finca de Glaris (que era propietaria del condado de Werdenberg), el presidente debía proceder de las ciudades de Konstanz, Radolfzell, Feldkirch o Bregenz. Hubo docenas de casos de arbitraje a finales de la Edad Media y principios de la Edad Moderna. Las disputas sobre los “Wuhrs” estaban a la orden del día.

## Edad Moderna
La dinastía de Liechtenstein, de la cual el Principado toma su nombre (más que al revés) estaba entre las familias nobles más poderosas de Alemania al final de la Edad Media. A pesar de ello, y aunque poseyeran grandes terrenos en Alemania (Baja Austria, Bohemia y Estiria), estos ricos territorios estaban dados en un régimen feudal bajo el dominio de señores feudales de mayor rango, principalmente de la Casa de los Habsburgo. Permaneció virtualmente bajo mando español cuando el rey Carlos I de España es nombrado también emperador del Sacro Imperio Romano Germánico. Estos poderes pasaron a su hermano Fernando una vez abdicó.
El 18 de enero de 1699 el príncipe Juan Adán Andrés de Liechtenstein compró el señorío de Schellenberg y el 22 de febrero de 1712 el condado de Vaduz. Al adquirir estos dos dominios pretendía, de esta manera, un lugar en la corte del Sacro Imperio Romano Germánico. El 23 de enero de 1719 el emperador Carlos VI decretó que el condado de Vaduz y el señorío de Schellenberg se unieran para formar un principado con el nombre de Liechtenstein en honor al príncipe Antonio Florian de Liechtenstein, súbdito suyo. Es en este momento cuando Liechtenstein se convierte en un estado soberano del Sacro Imperio Romano Germánico. Irónicamente, aunque como prueba de la importancia política que tenían estas compras de territorios, los Príncipes de Liechtenstein no pisaron sus dominios en el principado hasta varias décadas más tarde.

## Edad Contemporánea

La Confederación del Rin en 1808.

En 1806, el Sacro Imperio Romano Germánico fue invadido por Francia. Este hecho trajo grandes consecuencias para Liechtenstein. Las maquinarias legales y políticas del Imperio se derrumbaron cuando el emperador abdicó. El propio Imperio se disolvió. El resultado de la disolución fue que Liechtenstein ya no tenía obligaciones para ningún señor feudal más allá de sus fronteras. Algunas publicaciones modernas atribuyen (incorrectamente) la soberanía de Liechtenstein a estos sucesos. En realidad, su príncipe se convirtió en el único señor soberano del principado. Después de la separación del Imperio Germánico, se alió con la Confederación del Rin, que había sido creada por Napoleón I.
Aunque el país tendía a ser un lugar de interés periférico en el siglo XIX (en ese momento la familia aún residía en Feldsberg -en la actual República Checa- y Viena), porque ocupaba una posición cada vez más central tras la consecución de la soberanía en 1806, y en el siglo XX se convirtió en la residencia de los príncipes reinantes. El príncipe Francisco José II de Liechtenstein (1906 - 1989) trasladó su residencia permanente a Vaduz en 1938. Todos los miembros de la familia que viven actualmente, descienden del príncipe Juan I José de Liechtenstein, quien falleció en 1836.
Hasta el fin de la Primera Guerra Mundial Liechtenstein estaba fuertemente ligado con el Imperio austrohúngaro, pero la devastación económica causada por ese conflicto forzó al país a concluir una unión monetaria y aduanera con Suiza.

#### Segunda Guerra Mundial
Durante la Segunda Guerra Mundial Liechtenstein permaneció neutral, sin embargo mantuvo cooperación y trato de favor con el gobierno nazi de Hitler por temor a la represalia de ser invadidos.
El Movimiento Nacional Alemán (VDBL)
En marzo de 1939, el VDBL organizó un intento de golpe de Estado de aficionados, primero intentando provocar una intervención alemana quemando esvásticas, y luego declarando un Anschluß con Alemania. Los líderes fueron arrestados casi de inmediato y la esperada invasión alemana no se materializó.  

#### Desde 1989
El 13 de noviembre de 1989, el Príncipe Juan Adán II sucedió a su padre Francisco José II en el trono, y en 1996, Rusia devolvió los archivos de la familia Liechtenstein, acabando así una larga disputa entre ambos países. En 1978, Liechtenstein se convirtió en un miembro del Consejo de Europa, entrando más tarde en las Naciones Unidas en 1990, la Asociación Europea de Libre Comercio en 1991 y el Espacio Económico Europeo y la Organización Mundial del Comercio en 1995.
En un referéndum convocado en 16 de marzo de 2003, el Príncipe Hans-Adam, quien había amenazado con abandonar el país si perdía, ganó con una amplia mayoría (64,3 %) a favor de cambiar la constitución para entregarle más poderes que a ninguna otra monarquía en Europa. La nueva constitución otorga al príncipe el poder de disolver gobiernos y aprobar los candidatos a jueces, así como permitirle vetar leyes con simplemente no firmarlas en un plazo de seis meses.
Relaciones Liechtenstein-Unión Europea
El 28 de febrero de 2008, Liechtenstein firmó el Acuerdo de Schengen y pasó a formar parte del espacio Schengen el 19 de diciembre de 2011. Antes de esto, Suiza compartía una frontera abierta con Liechtenstein y ya era miembro de pleno derecho del Área Schengen. Esta frontera abierta no se consideró una amenaza para la seguridad europea porque sería muy difícil o imposible ingresar a Liechtenstein sin primero aterrizar o ingresar a un estado Schengen. La frontera con Austria no estaba abierta, y Austria y Liechtenstein lo trataron como un puesto fronterizo externo, por lo que era necesario pasar por el control de aduanas y pasaportes antes de cruzar.